# Stiftelsen Ingmar Bergman

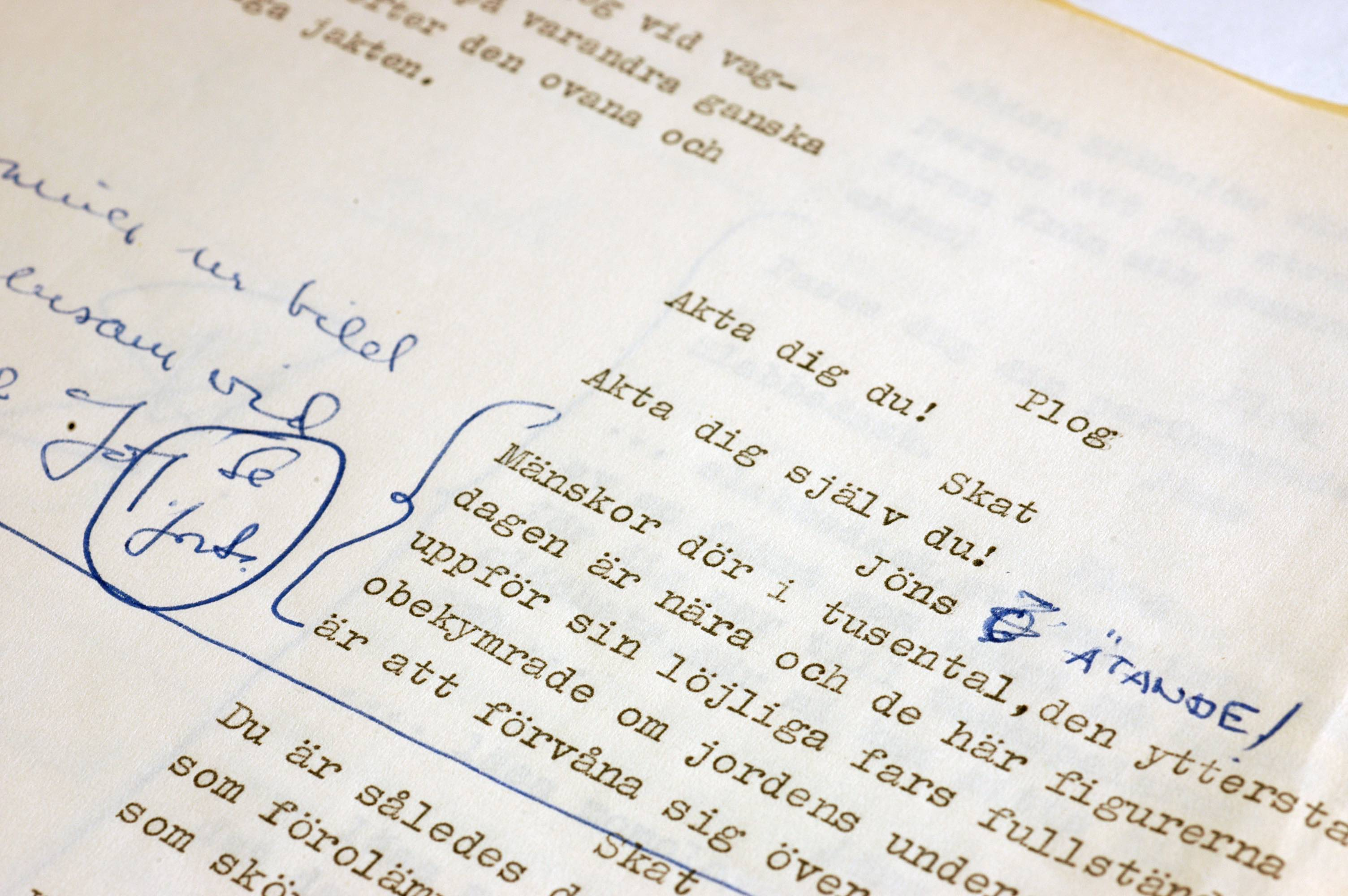
Regimanus till Det sjunde inseglet (1957), ett av tusentals dokument i Ingmar Bergmans Arkiv.

Stiftelsen Ingmar Bergman är en svensk stiftelse.
Stiftelsen Ingmar Bergman har till syfte att förvalta Ingmar Bergmans Arkiv, samt att föra vidare kunskap om Ingmar Bergman och hans konstnärskap. Vidare ska stiftelsen främja intresset för svensk film och kultur.
Stiftelsen bildades på initiativ av Bergman och dåvarande vd för Svenska Filminstitutet Åse Kleveland år 2002. Stiftare är Svenska Filminstitutet, Dramaten, Svensk Filmindustri och Sveriges Television. 
Grunden till stiftelsen lades med Ingmar Bergmans donation till Svenska Filminstitutet av sitt privata arkiv, bestående av manuskript och annat arbetsmaterial från en drygt sextioårig karriär. Vid stiftelsens bildande överläts samlingarna till Stiftelsen Ingmar Bergman. Senare har ytterligare material tillkommit, från exempelvis Bergmans tjänsterum på Dramaten; från Hedvig Eleonora församling (där Bergmans far, Erik Bergman, som varit församlingens kyrkoherde hade samlat en del material relaterat till den unge Bergmans karriär); från Kenne Fant; Käbi Laretei; Liv Ullmann och andra institutioner och privatpersoner. 
Jan Holmberg är stiftelsens VD sedan 2010. Jan-Erik Billinger, chef för avdelningen Filmarvet på Filminstitutet, utsågs till styrelseordförande 2012.

## Ingmar Bergmans Arkiv
Ingmar Bergmans Arkiv är ett personarkiv, bildat 2002 och ägt av Stiftelsen Ingmar Bergman. Det består av cirka fyrtio hyllmeter med tusentals dokument (manuskript från utkast till regimanus; arbetsböcker; dagböcker; fotografier; skisser; bolagshandlingar med mera) och cirka 10.000 brev till och från Ingmar Bergman. Det är ett av världens främsta personarkiv över en enskild filmskapare. Samlingarna är, i enlighet med Ingmar Bergmans gåvobrev, tillgängliga för forskare och välrennomerade skribenter.
Sedan 2007 finns Ingmar Bergmans Arkiv uppfört på Unescos lista som världsminne.